# 沙逊别墅
沙逊别墅又名伊甸园或伊扶司，位于长宁区虹桥路2409号。占地面积1225.44平方米，是英国人沙逊1932年建造的私人郊区别墅。由英商公和洋行设计。建成时入口处于罗别根路，即现在的哈密路。
沙逊别墅建筑面积800平方米，属于英国乡村别墅风格的尖顶花园洋房。平面采用不知则布局、外形分割而整体相连，主体建筑横向置于北部，下人卧室、厨房、炉子间位于主屋后部，车库、马厩、花房置于西侧。主屋坐北朝南，砖木结构，东部为二层，中部和西部为一层。入口处有一大平台，进门为走廊，设有200平方米长方形大厅，大厅东首为餐厅，往后是书房，二楼为卧室、起居室。内部装饰全部采用橡木和柚木，门窗特地选用带有疖疤的木料，并保留粗糙的斧角痕迹，小五金构件全部用手工制作，细微之处亦透出古朴的乡土气息。
主屋用裸露的棕墨油烟色木头构架屋架，屋顶为斜陡的坡顶，上盖红色瓦片，墙面为粉淡黄色，色彩鲜明、高雅。主屋两侧种植了芭蕉、罗汉松、盘槐等树木，南面为大草坪，草坪西北角种有两株并列的悬铃木，下置秋千荡椅，别墅四周有高大围墙。
太平洋战争爆发后，沙逊别墅被日本人没收。日本投降后，沙逊收回这座别墅，但国共内战爆发，时局不稳，沙逊在1946年以12万美元的价格将其卖给宁波富商厉树雄。厉树雄在此开设俱乐部。1948年底，厉树雄移居香港，俱乐部关闭。中华人民共和国成立后，沙逊别墅归寅丰毛纺厂所有，曾作为上海纺织局工人疗养院。1980年代上海开办龙柏饭店，沙逊别墅编为1号楼。近年虹桥路2409号别墅已经归还厉树雄后人居住，仍是上海最大的私家花园豪宅。
1989年，沙逊别墅列为上海市文物保护单位以及上海市优秀近代建筑。张国荣拍摄电影《红色恋人》时曾在此取景。

## 历史
- 1932年，由英国人沙逊建造落成
- 1946年，出售给宁波富商厉树雄
- 1989年，被列为上海市文物保护单位

## 交通
- 公交 
  - 57路
  - 48路
  - 91路
  - 911路

## 附近
- 上海动物园

1. ↑  http://ghj.changning.sh.cn/art/2012/8/16/art_7363_466370.html （页面存档备份，存于） 长宁区规划和土地管理局网站
2. ↑  卢莹辉主编；吴云溥，曹宪镛，徐同甫，林路副主编. . 上海：上海社会科学院出版社. 1993-03: 547–551. ISBN 7-80515-697-2.
3. ↑  国家文物局主编. . 北京：中华地图学社. 2017-01: 136–140. ISBN 978-7-80031-643-2.